# Euxesta obliqua
Euxesta obliqua är en tvåvingeart som först beskrevs av Thomson 1869.  Euxesta obliqua ingår i släktet Euxesta och familjen fläckflugor.
Artens utbredningsområde är Peru. Inga underarter finns listade i Catalogue of Life.